# Alexandre Pato
Alexandre Rodrigues da Silva (født 2. september 1989 i Pato Branco, Brasilien), bedre kendt som Alexandre Pato, er en brasiliansk fodboldspiller, der til dagligt spiller i Kina hos Tianjin Quanjian. Pato spiller typisk som angriber.

## Klubkarriere

### Internacional (2000–2007)
Pato debuterede for Internacionals førstehold i en alder af blot 17 år i en 4–1 sejr over Palmeiras, hvor han registrerede ikke mindre end tre assists og stod for det sidste Internacional mål. Efter denne præstation tiltrak Pato sig opmærksomheden fra adskillige storklubber i Europa og blev sammenlignet med en anden brasiliansk superstjerne, Ronaldinho, der senerede identificerede Pato som en spiller man skulle holde øje med i fremtiden.
Efter denne fantastiske debut blev han inkluderet i Internacional's trup til VM for klubhold i 2006, som Internacional havde kvalificeret sig til i kraft af deres sejr i Copa Libertadores 2006. Pato scorede her det første mål i turneringen da han bragte Internacional foran i semi-finale kampen mod egyptiske Al-Ahly.
I finalen mod FC Barcelona blev Pato dog lukket ned og blev skiftet ud i det 61. minut til fordel for Adriano Gabiru, der scorede til 1–0, der blev kampens slutresultat, hvilket sikrede Internacional en overraskende titel i denne turnering.
Dette, samt videre gode præstationer i den brasilianske liga, førte til at Pato nu ansås som værende et af verdens største talenter og en af de kommende superstjerner, hvorfor Milan betalte den fyrstelige sum af £17.8 millioner efter Patos lynhurtige ankomst på verdensscenen.

### AC Milan (2007–2013)
Milan annoncerede handelen for at bringe Pato til Milan den 2. august 2007 , men på grund af Patos unge alder kunne han ikke registreres i Italien, og dermed spille i officielle kampe for Milan, før den 3. januar 2008, hvor det italienske transfervindue åbnede og spillere kunne registreres på ny. Den 4. januar 2008 blev skiftet officielt.
Den 13. januar 2008 gjorde Pato sin Serie A debut for Milan i en emfatisk 5–2 sejr over Napoli på San Siro, hvor Pato også scorede sit debutmål. I Patos første "halve" sæson hos Milan scorede han 9 mål i 18 ligakampe.
2008–09 sæsonen startede noget sløvt for Pato, da han, frem til december måned, kun formåede at score 3 mål i 14 kampe. I slutningen af 2008 genfandt han dog noget af sin form da han nettede to gange mod Udinese samt i de to udekampe i Torino mod henholdsvis Torino og Juventus.
2009 startede i samme fine form da han igen fandt nettet to gange i samme kamp, denne gang ude mod Roma. Også Siena måtte bukke under to gange til Pato. Milan sluttede 2009-sæsonen uden trofæer, da de blev slået ud af UEFA Cuppen af de senere finalister Werder Bremen på reglen om udebanemål, samt sluttede ligaen af meget skuffende med tab mod både Roma og Udinese samt uafgjort mod Juventus. Pato var her ikke ligefrem i hopla, da han i perioden fra hans 2-måls kamp mod Siena frem til sæsonens sidste kamp mod Fiorentina ikke kunne finde nettet. Dog sluttede Pato 2008–09 sæsonen af med 15 mål i 36 ligakampe.

### Corinthias (2013-)
Den 3. januar 2013, blev det bekræftet, at Pato skiftede tilbage til hjemmelandet hvor han skulle repræsentere Corinthians. Dette skifte kom ikke som nogen overraskelse, da Pato havde svært ved at spille sig på en dengang meget stærk AC Milan trup, formentlig på grund af alle de skader han fik. Klubben skulle formentlig have betalt €15 millioner for ham, og han skrev en 4-årig lang kontrakt. 

## International karriere
Efter Patos præstationer på klubniveau blev han kaldt op til det brasilianske landshold. I første omgang til det sydamerikanske U-20 mesterskab, hvor Brasilien løb med titlen, samt kvalificering til U-20 VM i 2007, efter en solid indsats fra Pato, der sluttede turneringen af med 5 mål.
Til U-20 VM måtte Brasilien se sig slået i ottendedelsfinalerne, da de blev slået 4–2 af Spanien. Pato sluttede her med 3 mål i 4 kampe. Dette var åbenbart godt nok for Dunga, seniorlandsholdet og det olympiske holds træner, der kaldte Pato op til deltagelse til OL, hvor Brasilien fik bronze og Pato sluttede af med 2 mål i 6 kampe.
Dunga kaldte Pato op til seniorlandsholdet til en venskabskamp mod Sverige på Emirates Stadium den 26. marts 2008, hvor han scorede et højst besynderligt mål efter Sveriges målmand havde fejlet et udspark på kanten af feltet fuldstændigt, hvorefter Pato graciøst sparkede den ind i det tomme svenske mål til sejrsresultatet 1–0.
I 2009 blev han kaldt op til deltagelse i Confederations Cup 2009 i Sydafrika, en turnering Brasilien vandt, dog kun deltagelse fra Pato den sidste halve time mod Egypten.